# Mantispa maindroni
Mantispa maindroni är en insektsart som beskrevs av Navás 1909. Mantispa maindroni ingår i släktet Mantispa och familjen fångsländor. Inga underarter finns listade i Catalogue of Life.